# Busły liaciać
Busły liaciać (en bielorruso: Буслы ляцяць, lit. 'Las cigüeñas vuelan') es un grupo de resistencia de la oposición bielorrusa. Fue fundado el 13 de noviembre de 2020 para luchar contra el gobierno de Aleksandr Lukashenko. Forma parte de la asociación Supraciŭ junto con los Ciberpartisanos.

## Visión general
Entre las acciones del movimiento se encuentran tanto acciones absolutamente inofensivas (como arte callejero o flash mobs) como actos menores de sabotaje. Busły liaciać asumió la responsabilidad de la destrucción de decenas de cámaras de circuito cerrado de televisión, daños a vehículos y propiedades de las fuerzas de seguridad y bloqueos de ferrocarriles.
Una acción notable atribuida con el grupo Busły liaciać es el ataque a la cuartel general de Minsk del OMON (fuerza de policía antidisturbios) a finales de septiembre de 2021. Según el informe del grupo, por la noche el grupo Chorny Busel, utilizando un dron, arrojó desde gran altura dos contenedores de 5 litros de mezcla incendiaria sobre la base de la policía antidisturbios en Uručča. El grupo afirma que se escucharon fuertes estallidos y se vieron destellos, lo que provocó que las personas en las casas vecinas despertaran. El grupo también publicó un vídeo grabado desde el dron para documentar el incidente.
El Ministerio del Interior no hizo comentarios sobre la información sobre el ataque a la base OMON. Pero más tarde, en octubre, la Fiscalía General confirmó indirectamente el hecho del ataque, admitiendo que en septiembre de 2021 "hubo un acto de terrorismo con vehículos aéreos no tripulados".
En octubre de 2021, el Ministerio del Interior de Bielorrusia señalaron el canal de Telegram y el chat de Busły liaciać y el chat "Busły liaciać chat" como formaciones extremistas, advirtiendo que la suscripción y la participación activa en ellos conllevaría responsabilidad penal.
El 1 de diciembre de 2021, el Tribunal Supremo de la República de Bielorrusia clasificó a Supraciŭ y a sus miembros, incluidos los Ciberpartisanos, DNS y Busły liaciać, como organizaciones terroristas, ilegalizándolos en el territorio nacional.
El representante de la fiscalía explicó que "desde la primavera de 2021, utilizando los canales y chats de Telegram, esta comunidad ha estado discutiendo, planificando y promoviendo actos terroristas, en particular incendios provocados, explosiones de edificios y vehículos".
Desde el comienzo de la invasión rusa de Ucrania de 2022, el movimiento ha llevado a cabo actos de sabotaje en los ferrocarriles bielorrusos y rusos.
En septiembre de 2022, varios participantes del movimiento fueron condenados a largas penas de prisión.